# Peisidike (Tochter des Aiolos)
Peisidike (altgriechisch Πεισιδίκη Peisidíkē) ist eine Frauengestalt der griechischen Mythologie.
In einer Genealogie des Deukalion wird sie als Tochter des thessalischen Königs Aiolos und der Enarete angeführt. Demnach wurde sie von ihrem Gatten Myrmidon die Mutter der beiden Söhne Antiphos und Aktor.